# شارلي جاول
شارلي جاول (بالفرنسية: Charly Gaul)‏ (مواليد 8 ديسمبر 1932 - الوفاة 6 ديسمبر 2005) كان دراج لوكسمبورغي.

## سباقات أو مراحل فاز بها
- طواف فرنسا
- طواف إيطاليا

## روابط خارجية
- شارلي جاول على موقع أرشيف الدراجات (الإنجليزية)
- شارلي جاول على موقع إحصائيات الدراجات الإحترافية (الإنجليزية)
- شارلي جاول على موقع CycleBase (الإنجليزية)
- cyclinghalloffame